# Ondřej Hložek
Ondřej Hložek (* 17. března 1986, Opava) je český básník, prozaik, pořadatel kulturních setkání a literární kritik. Je členem Asociace spisovatelů.

## Životopis
Narodil se v Opavě, kde absolvoval ZŠ Ilji Hurníka s rozšířenou výukou hudební výchovy, následně Slezské gymnázium. Vystudoval bakalářský obor Česká literatura na Filozoficko-přírodovědecké fakultě Slezské univerzity v Opavě. Následná studia audiovizuální tvorby a bohemistiky nedokončil.
Pracoval jako novinář, uklízeč v kavárně a klášteře, skladník, expedient, pracovník v sociálních službách, archivář, textař, knihovník, opatrovník, prodavač v obchodě s pivem, demontér tiskových kazet, vrátný, školní asistent. Od roku 2022 doposud je zaměstnán jako asistent pedagoga.
Jeho ženou je historička a kurátorka Veronika Marková, vedoucí archivu Slezské univerzity v Opavě.

## Literární práce
Publikoval v řadě časopisů: Tvar, Revolver Revue, Texty, Aluze, Protimluv, Listy, Souvislosti, Weles, Polí5, Partonyma, Herberk, Nedělní chvilka poezie, Rozum, Hebenon, Poiesis, Prae, Helikopter, Sudetenland ad.
Výběr z jeho básní zazněl v rozhlasovém magazínu Zelené peří (2006 a 2010), v pořadu Radia Wave s názvem Liberatura (2013), v pořadu Den z Opavy na stanici Český rozhlas Vltava (2016), na ČT Art v cyklu Jedna báseň, na stránce teletextu ČT a několik let byly k poslechu v opavském Poesiomatu.
Je zastoupen v antologiích Nejlepší české básně 2017 a 2018 (nakl. Host Brno) a v Literárním slovníku severovýchodní Moravy a českého Slezska 1918-2018 (nakl. Host Brno).
Jeho básně byly přeloženy a publikovány časopisecky či knižně v několika jazycích: angličtině, francouzštině, italštině, slovinštině, maďarštině, polštině, rumunštině, bosenštině a slovenštině.
Pořádal a pořádá různá literární setkání (Básnické hlasy, Literární Myslivna, Open Air Happening Vikštejn, Beatové čtení v Herrengasse ad.).
Vystupuje a mísí básně v doprovodu s osobnostmi hudebního světa (Ondřej Anlauf, Martin Dytko, Irena a Vojtěch Havlovi, Ladbuch, Tomáš Thon aj.).
Některé jeho texty zhudebnila folková skupina NoCa, kytarista P.E.T.R. a multiinstrumentalista Petr Uvira.

## Dílo

### Básnické sbírky
- Tížiny (Dalibor Malina, 2011)
- Domů (Srdeční výdej, 2013)
- Ulicí Dolorosa (Klenov, 2017)
- Teď (Protimluv, 2017)
- Řez kamenem (Trigon, 2019)
- Trautes Heim (Ketos, 2020)
- Půlnoční deník (Dobrý důvod, 2021)
- Mirčevovy oči (Klenov, 2021)
- Slezský nonstop (Klenov, 2022)
- Schieferfelder (Paper Jam, 2024)

### Knihy pro děti
- Dědečkova almara (Klenov, 2018)
- Zlaténka (Klenov, 2020)

### Próza
- Asi jsme cestou něco ztratili (Petr Štengl, 2022)